# 麗雅美
麗雅美（日语：リアアメリア），是日本純種競賽馬匹。生涯活躍於一哩及中距離賽事，曾勝出月神錦標及玫瑰錦標。

## 出賽前
2017年2月21日出生於北海道安平町北部牧場，成長途中於一口馬主俱樂部Silk Racing Co. Ltd.進行馬主募集。
其後交由栗東訓練中心練馬師中內田充正訓練。

## 競賽生涯

### 2歲
2019年6月1日出戰阪神競馬場2歲新馬戰，出閘後因漏閘需要留後，在比賽途中亦有搶口的情況。然而通過彎道後，其在外檔位置開始進入加速狀態，於騎師川田將雅僅有推騎的情況下仍然可以展開衝刺並爆發末腳速度，最終不僅超越對手取得領先，更拉開後方8馬位取得首勝。
10月26日隨即挑戰三級賽月神錦標，賽前以1.3倍賠率成為第一人氣大熱。比賽開始後，其面對前方大國后的慢放仍然書摘保持在後方位置，一直處於遮擋狀態等待時機。進入直路後，其隨即抽出外檔發力衝刺，最終不斷超越前方賽駒下成功在後段透出，取得首個分級賽冠軍。
12月上旬出戰阪神兩歲牝馬錦標，本次比賽其仍然選擇在後方位置追走，但於直路上未能展現上兩仗的加速力，最終無法順利縮窄和對手差距下以第六吞下生涯首敗。

### 3歲
2020年選擇直走櫻花賞，然而本次比賽仍然處於較為均速的狀態，在直路上未有明顯的加速下一直在中團位置徘徊，最終以第十落敗。
5月繼續挑戰優駿牝馬（日本橡樹大賽），比賽初段保持在中團附近的位置推進，在通過彎道時稍為發力並進佔望空的位置。進入直路後，其選擇繼續在所在位置展開推進，但一直未能超越前方的瑪蓮必勝及強大必勝下再被衝出的謀勇兼備壓制，最終以第四的戰績落敗。
秋季以玫瑰錦標作為復出戰，賽前取得第三人氣的支持。比賽開始後，其一反以往的做法選擇前置戰術，出閘後隨即搶佔位置並保持在Elena Avanti後方，同時在彎道處開始發力。進入直路後，其輕鬆越過對手取得領先，繼續貼欄衝刺下跑出不俗的速度，最終拉開後方追擊的妙曲清歌及寶貝親愛取得冠軍。
其後出戰秋華賞保持在先頭有利位置，但於直路上受到黏地的影響無法保持走勢以第十三大敗，11月出戰女皇伊利沙伯二世盃挑戰年長馬匹亦以第七落敗。

### 4歲
2021年年初選擇以中山牝馬錦標作為復出戰，雖然維持在不俗的位置展開推進，但在直路上仍然逐步墮退最終以第七落敗。
其後繼續在雌馬限定賽事打拼，但於阪神牝馬錦標及維多利亞一哩賽中均因漏閘而分別以第九及第十三落敗。
稍為休養後在9月出戰新潟紀念但僅獲得第九，10月回歸雌馬戰線以府中牝馬錦標為目標，但最終以第十七大敗。

### 5歲
2022年休養大半年後在6月的人魚錦標復出，本次比賽以主動的差卻搶佔位置展開推進，在直路上一度取得領先下僅在中段被強大必勝、妙歌及鮮甜軟果超越，顛覆第十三人氣的評價跑獲殿軍。
其後出戰關屋紀念未能有中團位置衝出跑獲第六，秋季再度挑戰府中牝馬錦標下以第十三大敗。

### 6歲
2023年1月選擇出戰愛知盃，比賽初段在後方位置等待時機下在中段開始變奏上前，但在直路失速後退以第十五大敗。
其後陣營考慮其近來狀態，以及馬主Silk Racing Co. Ltd.旗下雌馬必須在6歲3月前退役的規定，因而選擇安排其退役。

### 詳細賽績
| 日期       | 舉辦國家 | 馬場 | 距離   | 級別 | 賽事名稱           | 負重 | 騎師     | 馬號 | 出馬 | 名次 | 時間   | 頭馬（二馬）  |
| ---------- | -------- | ---- | ------ | ---- | ------------------ | ---- | -------- | ---- | ---- | ---- | ------ | ------------- |
| 1/6/2019   | 日本     | 阪神 | 草1600 |      | 2歲新馬            | 54   | 川田將雅 | 3    | 6    | 1    | 1:36.5 | （Larghezza） |
| 26/10/2019 | 日本     | 東京 | 草1600 | GIII | 月神錦標           | 54   | 川田將雅 | 9    | 9    | 1    | 1:34.3 | （聖域）      |
| 8/12/2019  | 日本     | 阪神 | 草1600 | GI   | 阪神兩歲牝馬錦標   | 54   | 川田將雅 | 15   | 16   | 6    | 1:34.2 | 拉丁城市      |
| 12/4/2020  | 日本     | 阪神 | 草1600 | GI   | 櫻花賞             | 55   | 川田將雅 | 8    | 18   | 10   | 1:37.3 | 謀勇兼備      |
| 24/5/2020  | 日本     | 東京 | 草2400 | GI   | 優駿牝馬           | 55   | 川田將雅 | 6    | 18   | 4    | 2:24.7 | 謀勇兼備      |
| 20/9/2020  | 日本     | 中京 | 草2000 | GII  | 玫瑰錦標           | 54   | 川田將雅 | 1    | 18   | 1    | 1:59.9 | （妙曲清歌）  |
| 18/10/2020 | 日本     | 京都 | 草2000 | GI   | 秋華賞             | 55   | 川田將雅 | 2    | 18   | 13   | 2:02.4 | 謀勇兼備      |
| 15/11/2020 | 日本     | 阪神 | 草2200 | GI   | 女皇伊利沙伯二世盃 | 54   | 川田將雅 | 5    | 18   | 7    | 2:10.9 | 旺紫丁        |
| 13/3/2021  | 日本     | 中山 | 草1800 | GIII | 中山牝馬錦標       | 55   | 福永祐一 | 2    | 16   | 7    | 1:55.6 | 花徑走走      |
| 10/4/2021  | 日本     | 阪神 | 草1600 | GII  | 阪神牝馬錦標       | 55   | 福永祐一 | 8    | 12   | 9    | 1:32.6 | 添翼          |
| 16/5/2021  | 日本     | 東京 | 草1600 | GI   | 維多利亞一哩賽     | 55   | 福永祐一 | 16   | 18   | 13   | 1:32.4 | 放聲歡呼      |
| 5/9/2021   | 日本     | 新潟 | 草2000 | GIII | 新潟記念           | 55   | 川田將雅 | 5    | 17   | 9    | 1:59.0 | 繁榮起飛      |
| 16/10/2021 | 日本     | 東京 | 草1800 | GII  | 府中牝馬錦標       | 54   | 丸山元氣 | 6    | 18   | 17   | 1:46.9 | 影子歌姬      |
| 19/6/2022  | 日本     | 阪神 | 草2000 | GIII | 人魚錦標           | 55.5 | 幸英明   | 16   | 16   | 4    | 1:58.7 | 強大必勝      |
| 14/8/2022  | 日本     | 新潟 | 草1600 | GIII | 關屋紀念           | 54   | 菅原明良 | 5    | 14   | 6    | 1:33.9 | 紅瑪瑙        |
| 15/10/2022 | 日本     | 東京 | 草1800 | GII  | 府中牝馬錦標       | 54   | 藤岡佑介 | 11   | 15   | 13   | 1:45.7 | 大奇蹟        |
| 14/1/2023  | 日本     | 中京 | 草2000 | GIII | 愛知盃             | 55   | 和田龍二 | 14   | 15   | 15   | 2:05.4 | 文藝影院      |

## 退役後
退役後，麗雅美成為了繁殖雌馬，於北海道安平町北部牧場休養，在2023年進行配種。首匹子嗣在2024年出生，可於2026年出賽。

### 詳細繁殖資料
| 數目   | 馬名       | 出生年 | 性別 | 父系     | 練馬師 | 馬主 | 戰績       |
| ------ | ---------- | ------ | ---- | -------- | ------ | ---- | ---------- |
| 第一匹 | 麗雅美2024 | 2024   | 雄   | 神威啟示 |        |      | （出賽前） |

## 血統簡介
父系大震撼為日本賽駒，爲日本賽馬史上第二匹無敗三冠馬，生涯出戰十四場賽事僅得兩場未能勝出，退役後配種成績亦極爲優秀。祖父週日寧靜是美國三冠賽雙冠馬，退役後在日本配種，在日本馬壇相當成功，贏得多項分級賽事，其子嗣贏得巨額獎金。
母系Ria Antonia為美國賽駒，生涯戰績優秀，曾勝出育馬者盃兩歲雌馬大賽，亦在Spinster錦標及聖雅尼塔橡樹大賽中跑獲亞軍。外祖父Rockport Harbor亦是美國賽駒，生涯戰績不俗，曾勝出二級賽Remsen錦標及三級賽埃塞克斯讓賽和Nashua錦標。

### 血統表
| 父線：週日寧靜系（Halo系）          |                                |                    |                 |
| 種馬 大震撼 2002年（棗色）          | 週日寧靜 1986年（棕色）        | Halo               | Hail to Reason  |
| 種馬 大震撼 2002年（棗色）          | 週日寧靜 1986年（棕色）        | Halo               | Cosmah          |
| 種馬 大震撼 2002年（棗色）          | 週日寧靜 1986年（棕色）        | Wishing Well       | Understanding   |
| 種馬 大震撼 2002年（棗色）          | 週日寧靜 1986年（棕色）        | Wishing Well       | Mountain Flower |
| 種馬 大震撼 2002年（棗色）          | 風中秀髮 1991年（棗色）        | Alzao              | 利法爾          |
| 種馬 大震撼 2002年（棗色）          | 風中秀髮 1991年（棗色）        | Alzao              | Lady Rebecca    |
| 種馬 大震撼 2002年（棗色）          | 風中秀髮 1991年（棗色）        | Burghclere         | Busted          |
| 種馬 大震撼 2002年（棗色）          | 風中秀髮 1991年（棗色）        | Burghclere         | Highclere       |
| 繁殖雌馬 Ria Antonia 2011年（棗色） | Rockport Harbor 2002年（灰色） | Unbridled's Song   | Unbridled       |
| 繁殖雌馬 Ria Antonia 2011年（棗色） | Rockport Harbor 2002年（灰色） | Unbridled's Song   | Trolley Song    |
| 繁殖雌馬 Ria Antonia 2011年（棗色） | Rockport Harbor 2002年（灰色） | Regal Miss Copelan | Copelan         |
| 繁殖雌馬 Ria Antonia 2011年（棗色） | Rockport Harbor 2002年（灰色） | Regal Miss Copelan | Regal Pennant   |
| 繁殖雌馬 Ria Antonia 2011年（棗色） | Beer Baroness 2003年（深棗色） | Mr Greeley         | Gong West       |
| 繁殖雌馬 Ria Antonia 2011年（棗色） | Beer Baroness 2003年（深棗色） | Mr Greeley         | Long Legend     |
| 繁殖雌馬 Ria Antonia 2011年（棗色） | Beer Baroness 2003年（深棗色） | Lavish Numbers     | Polish Numbers  |
| 繁殖雌馬 Ria Antonia 2011年（棗色） | Beer Baroness 2003年（深棗色） | Lavish Numbers     | Timeleighness   |
| 雌系：號族：A1                      |                                |                    |                 |
| 五代內近親交配：無                  |                                |                    |                 |

## 命名由來
名字中，Ria（リア）繼承自母系Ria Antonia之名字，Amelia（アメリア）既是歐美常見女性名字，亦帶有「所愛的東西」意思，香港則結合兩部分，並採用音譯，翻譯為「麗雅美」。